# Rimae Triesnecker
Le Rimae Triesnecker sono una struttura geologica della superficie della Luna.
Sono intitolate all'astronomo austriaco Franz de Paula Triesnecker.